# Marco Minghetti

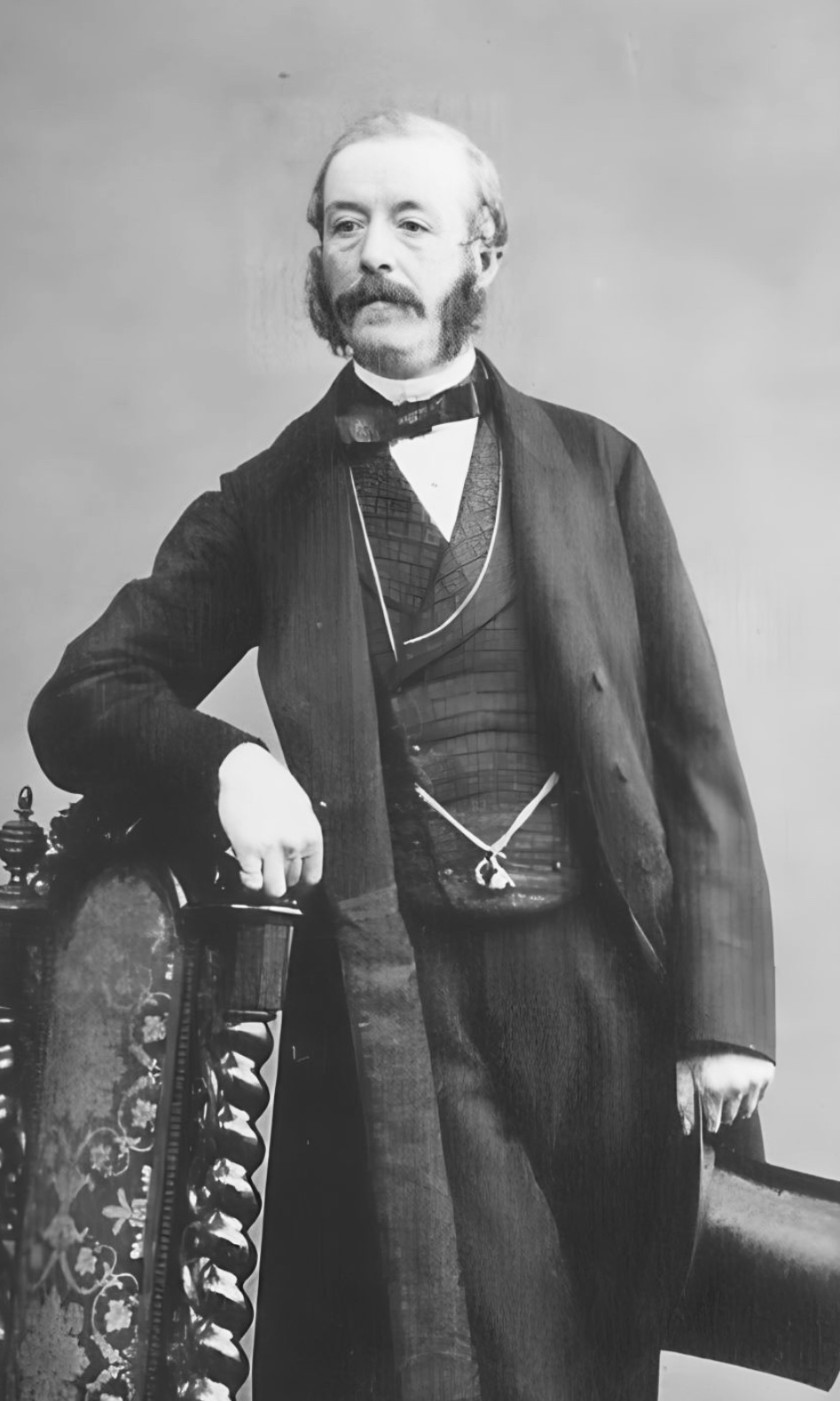
Marco Minghetti

Marco Minghetti (Boloña, 18 de noviembre de 1819-Roma, 10 de diciembre de 1886) fue un político italiano, que se desempeñó en dos ocasiones como primer ministro de Italia por la derecha histórica, entre marzo de 1863 y 28 de septiembre de 1864 y julio de 1873 y marzo de 1876. Durante su segundo mandato, Italia alcanzó por primera vez el límite en la regla de oro presupuestaria.
También se desempeñó como ministro de distintas carteras, entre ellas Interior y Finanzas, durante el reinado de Víctor Manuel II. También fue diputado del Reino de Italia y también del Reino de Cerdeña.
- I partiti politici e la ingerenza loro nella giustizia e nell' amministrazione
- Della economia pubblica: e delle sue attinenze colla morale e col. diritto
- Des rapports de l'économie publique avec la morale et le droit
- Stato e chiesa By Marco Minghetti
- L'état et l'église
- La convenzione di settembre: un capitolo dei miei ricordi
- Scritti vari

| Predecesor: Luigi Carlo Farini Giovanni Lanza | Presidente del Consejo de Ministros del Reino de Italia 1863 - 1864 1873 - 1876 | Sucesor: Alfonso La Marmora Agostino Depretis |